# 増田実
増田 実（ますだ みのる、1945年（昭和20年）5月7日 - ）は、日本の政治家。元埼玉県幸手市長（3期）。司法書士。旭日小綬章受章。

## 来歴
埼玉県北葛飾郡幸手町（現・幸手市）出身。1968年、立教大学法学部卒。司法書士試験に合格し、事務所を開業。1979年、幸手町議会議員に当選。1986年の市制施行により幸手市議会議員となる。同市議会副議長を務め、1993年、幸手市長に当選した。1997年と2001年にも再選した。2003年に幸手市は茨城県猿島郡五霞町との合併を目指し、その準備を進めていた。しかし、市民の中から、県外の五霞町より同県の久喜市との合併を望む声があり、4月の市議会議員選挙で久喜市との合併派が半数を超え、市議会では久喜市と鷲宮町との合併を優先する決議案が可決された。増田は五霞町との合併に固執したため、久喜市と鷲宮町との合併を望む市民団体から解職請求が起こり、住民投票を前に増田は市長を辞職。11月の出直し市長選挙に立候補したが、元久喜市水道部長の町田英夫に敗れた。新たに市長になった町田は五霞町との合併協議を解消、久喜市と鷲宮町との合併に転換した。落選後は幸手市内で司法書士をしている。2015年秋の叙勲で地方自治功労により旭日小綬章を受章。